# Cassia aubrevillei
Cassia aubrevillei é uma espécie de legume da família Leguminosae.
Pode ser encontrada nos seguintes países: Costa do Marfim e Gabão.
Esta espécie está ameaçada por perda de habitat.